# Championnat de Belgique de football 2007-2008
Navigation
Saison précédente Saison suivante
Le championnat de Belgique de football 2007-2008 est la 105e saison du championnat de première division belge. Le championnat oppose 18 équipes en matches aller-retour.
Le premier tiers de la saison est dominé par le Standard de Liège, qui compte jusqu'à cinq points d'avance sur ses poursuivants après huit journées. Une série de partages des liégeois permet au Club de Bruges de prendre la tête et de virer en tête à la mi-saison. Le Standard reprend la tête à la 22e journée à la faveur d'une victoire sur le terrain des brugeois et creuse son avance dans les semaines qui suivent. Lors de la 30e journée de compétition, le Standard, toujours invaincu, prend la mesure du Sporting Anderlecht, revenu dans la course au titre après la trêve, et s'assure mathématiquement de son neuvième titre de champion de Belgique, 25 ans après le huitième. Anderlecht termine deuxième et Bruges troisième.
En bas de classement, Saint-Trond, Mons, le FC Molenbeek Brussels et les deux promus, le FCV Dender EH et Malines, sont à la lutte pour le maintien. Après la trêve, les deux promus remportent des points précieux et s'éloignent de la zone dangereuse. Mons met un peu plus de temps à démarrer mais après une série de sept matches sans défaite en février et mars 2008 (quatre victoires et trois partages), le club borain se donne de l'air. À trois journées de la fin, le Brussels est mathématiquement relégué, Saint-Trond n'entretenant l'espoir du maintien qu'une semaine de plus avant d'être définitivement distancé. Contrairement aux deux saisons précédentes, le club classé 17e ne participe pas au tour final de Division 2 et est relégué directement. Pour le club bruxellois, c'est déjà un adieu définitif à l'élite nationale après quatre saisons disputées au plus haut niveau, le club disparaissant en juillet 2014.

## Clubs participants
Dix-huit clubs prennent part à ce championnat, soit autant que lors de l'édition précédente. Ceux dont le matricule est indiqué en gras existent toujours aujourd'hui.
| #  | Nom                                                                     | Mat. | Ville                | Stades                      | Entraîneur              | En D1 depuis (série) | Total en D1 | Saison précédente |
| -- | ----------------------------------------------------------------------- | ---- | -------------------- | --------------------------- | ----------------------- | -------------------- | ----------- | ----------------- |
| 1  | Royal Sporting Club Anderlecht                                          | 35   | Anderlecht           | Stade Constant Vanden Stock | Franky Vercauteren      | 1935-1936 (71e)      | 77e         | 1er               |
| 2  | Koninklijke Football Club Germinal Beerschot Antwerpen                  | 3530 | Anvers               | Kiel                        | Harm van Veldhoven      | 1989-1990 (19e)      | 19e         | 7e                |
| 3  | Cercle Brugge Koninklijke Sportvereniging                               | 12   | Bruges               | Olympiastadion              | Glen De Boeck           | 2003-2004 (5e)       | 74e         | 12e               |
| 4  | Club Brugge Koninklijke Voetbalvereniging                               | 3    | Bruges               | Olympiastadion              | Jacky Mathijssen        | 1959-1960 (49e)      | 86e         | 6e                |
| 5  | Royal Charleroi Sporting Club                                           | 22   | Charleroi            | Stade du Mambourg           | Philippe Vande Walle    | 1985-1986 (23e)      | 44e         | 5e                |
| 6  | Football Club Verbroedering Denderhoutem Denderleeuw Eendracht Hekelgem | 3900 | Denderleeuw          | Florent Beeckmanstadion     | Jean-Pierre Vande Velde | 2007-2008 (1re)      | 1re         | Division 2 : 1er  |
| 7  | Koninklijke Racing Club Genk                                            | 322  | Genk                 | Fenixstadion                | Hugo Broos              | 1996-1997 (12e)      | 26e         | 2e                |
| 8  | Koninklijke Atletieke Associatie Gent                                   | 7    | Gand                 | Jules Ottenstadion          | Trond Sollied           | 1989-1990 (19e)      | 69e         | 4e                |
| 9  | Royal Standard de Liège                                                 | 16   | Sclessin             | Stade de Sclessin           | Michel Preud'homme      | 1921-1922 (84e)      | 89e         | 3e                |
| 10 | Koninklijke Sporting Club Lokeren Oost-Vlaanderen                       | 282  | Lokeren              | Daknamstadion               | Georges Leekens         | 1996-1997 (12e)      | 31e         | 16e               |
| 11 | Yellow Red Koninklijke Voetbalclub Mechelen                             | 25   | Malines              | Achter de Kazerne           | Peter Maes              | 2007-2008 (1re)      | 58e         | Division 2 : 2e   |
| 12 | Football Club Molenbeek Brussels                                        | 1936 | Molenbeek-Saint-Jean | Stade Edmond Machtens       | Albert Cartier          | 2004-2005 (4e)       | 4e          | 13e               |
| 13 | Royal Albert Elisabeth Club de Mons                                     | 44   | Mons                 | Stade Charles Tondreau      | José Riga               | 2006-2007 (2e)       | 5e          | 9e                |
| 14 | Royal Excelsior Mouscron                                                | 224  | Mouscron             | Le Canonnier                | Marc Brys               | 1996-1997 (12e)      | 12e         | 10e               |
| 15 | Koninklijke Sportvereniging Roeselaere                                  | 134  | Roulers              | Schierveldestadion          | Dirk Geeraerd           | 2005-2006 (3e)       | 3e          | 11e               |
| 16 | Koninklijke Sint-Truidense Voetbalverening                              | 373  | Saint-Trond          | Stayenveld                  | Valère Billen           | 1994-1995 (14e)      | 35e         | 15e               |
| 17 | Koninklijke Voetbalclub Westerlo                                        | 2024 | Westerlo             | Het Kuipje                  | Jan Ceulemans           | 1997-1998 (11e)      | 11e         | 8e                |
| 18 | Sportvereniging Zulte Waregem                                           | 5381 | Waregem              | Regenboogstadion            | Francky Dury            | 2005-2006 (3e)       | 3e          | 14e               |

### Localisation des clubs
| GBA YR KV Mechelen KVC Westerlo AA Gent KSC Lokeren Dender FC Bruges CS Bruges Zulte Waregem Roeselare RSC Anderlecht FC Brussels Sint-Truidense VV KRC Genk Charleroi Mouscron Mons Standard de Liège |

## Résultats et classements

### Résultats des rencontres
Avec dix-huit clubs engagés, 306 matches sont au programme de la saison.
| Résultats (▼dom., ►ext.)                                   | AND | GBA | CSB | FCB | CHA | DEN | RCG | AAG | LOK | MAL | MOL | MON | MOU | ROE | STA | STT | WES | ZWA |
| R. SC Anderlecht                                           |     | 2-0 | 3-1 | 2-0 | 0-1 | 1-0 | 1-0 | 2-1 | 1-0 | 1-0 | 3-0 | 3-2 | 2-1 | 5-0 | 0-0 | 4-1 | 3-1 | 2-2 |
| K. FC GB Antwerpen                                         | 2-0 |     | 3-0 | 0-1 | 1-0 | 1-0 | 1-2 | 2-2 | 1-1 | 4-3 | 3-0 | 2-0 | 3-0 | 2-0 | 1-2 | 2-1 | 0-2 | 0-0 |
| Cercle Brugge K. SV                                        | 0-0 | 1-1 |     | 1-2 | 3-1 | 3-0 | 5-1 | 4-1 | 3-2 | 2-0 | 0-0 | 0-0 | 3-0 | 0-0 | 0-0 | 5-1 | 1-0 | 2-0 |
| Club Brugge KV                                             | 1-0 | 3-0 | 1-0 |     | 0-2 | 2-0 | 2-6 | 0-0 | 1-1 | 2-0 | 1-0 | 2-1 | 1-0 | 1-0 | 1-2 | 3-2 | 4-0 | 1-0 |
| R. Charleroi SC                                            | 0-2 | 0-0 | 1-3 | 1-1 |     | 1-0 | 3-1 | 1-2 | 1-0 | 1-0 | 1-0 | 3-1 | 1-3 | 1-1 | 2-1 | 1-1 | 1-1 | 2-3 |
| FCV Dender EH                                              | 2-2 | 1-2 | 2-4 | 1-0 | 2-4 |     | 2-0 | 0-3 | 0-1 | 0-3 | 1-1 | 0-3 | 0-3 | 2-1 | 0-0 | 1-0 | 2-0 | 2-1 |
| K. RC Genk                                                 | 1-1 | 1-3 | 3-1 | 1-2 | 1-0 | 2-0 |     | 3-3 | 2-3 | 2-1 | 2-1 | 1-2 | 3-1 | 0-0 | 0-2 | 0-1 | 1-0 | 5-2 |
| K. AA Gent                                                 | 2-3 | 2-1 | 3-2 | 0-0 | 2-1 | 2-4 | 5-0 |     | 4-2 | 4-1 | 1-0 | 2-0 | 2-0 | 1-1 | 1-1 | 2-3 | 1-1 | 1-1 |
| K. SC Lokeren O.-V.                                        | 0-0 | 0-0 | 1-1 | 0-1 | 1-0 | 1-0 | 1-1 | 1-1 |     | 3-1 | 0-1 | 1-2 | 0-0 | 3-0 | 0-0 | 2-1 | 1-1 | 0-0 |
| YR KV Mechelen                                             | 0-1 | 1-2 | 0-4 | 1-1 | 1-0 | 2-2 | 2-2 | 1-0 | 1-1 |     | 4-0 | 2-0 | 2-2 | 4-3 | 0-1 | 2-3 | 1-0 | 2-1 |
| FC Molenbeek-Brussels                                      | 2-4 | 1-2 | 1-4 | 1-3 | 1-2 | 4-1 | 0-5 | 0-2 | 2-0 | 2-2 |     | 1-1 | 0-2 | 0-0 | 0-1 | 2-0 | 0-1 | 1-2 |
| R. AEC de Mons                                             | 1-2 | 0-0 | 0-2 | 0-1 | 0-0 | 2-2 | 1-1 | 4-0 | 0-1 | 1-1 | 2-1 |     | 2-0 | 1-1 | 1-1 | 0-0 | 1-3 | 3-0 |
| R. Excelsior Mouscron                                      | 1-2 | 1-0 | 1-0 | 2-0 | 3-1 | 2-1 | 1-1 | 1-4 | 2-0 | 0-1 | 1-1 | 3-1 |     | 1-3 | 0-0 | 0-0 | 1-2 | 0-2 |
| K. SV Roeselaere                                           | 2-2 | 1-0 | 0-2 | 1-2 | 1-2 | 3-1 | 0-0 | 0-1 | 1-1 | 2-2 | 2-0 | 4-3 | 2-1 |     | 0-4 | 2-0 | 0-2 | 3-2 |
| R. Standard de Liège                                       | 2-0 | 3-1 | 4-1 | 2-1 | 5-1 | 3-0 | 3-1 | 0-0 | 1-0 | 2-2 | 4-1 | 2-0 | 1-0 | 0-0 |     | 2-1 | 2-1 | 3-1 |
| K. Sint-Truidense VV                                       | 4-3 | 0-3 | 0-0 | 1-1 | 1-3 | 1-2 | 1-2 | 2-1 | 1-1 | 0-1 | 1-1 | 1-1 | 0-2 | 0-1 | 0-0 |     | 0-2 | 2-1 |
| K. VC Westerlo                                             | 0-2 | 1-2 | 1-1 | 0-0 | 1-0 | 0-0 | 2-1 | 2-0 | 1-2 | 1-1 | 7-2 | 0-0 | 0-2 | 6-0 | 1-3 | 2-0 |     | 1-1 |
| SV Zulte Waregem                                           | 1-0 | 2-1 | 0-3 | 2-3 | 2-2 | 1-2 | 2-2 | 2-1 | 1-1 | 2-0 | 1-0 | 2-1 | 2-1 | 3-1 | 1-4 | 3-2 | 1-0 |     |
| - Victoire à domicile - Match nul - Victoire à l'extérieur |     |     |     |     |     |     |     |     |     |     |     |     |     |     |     |     |     |     |

### Classement final
| Rang | Équipe                 | Pts | J  | G  | N  | P  | Bp | Bc | Diff |
| ---- | ---------------------- | --- | -- | -- | -- | -- | -- | -- | ---- |
| 1    | R. STANDARD DE LIÈGE   | 77  | 34 | 22 | 11 | 1  | 61 | 19 | +42  |
| 2    | R. SC Anderlecht T S C | 70  | 34 | 21 | 7  | 6  | 59 | 31 | +28  |
| 3    | Club Brugge KV         | 67  | 34 | 20 | 7  | 7  | 45 | 30 | +15  |
| 4    | Cercle Brugge K. SV    | 60  | 34 | 17 | 9  | 8  | 62 | 33 | +29  |
| 5    | K. FC GB Antwerpen     | 55  | 34 | 16 | 7  | 11 | 46 | 34 | +12  |
| 6    | K. AA Gent             | 52  | 34 | 14 | 10 | 10 | 57 | 46 | +11  |
| 7    | SV Zulte Waregem       | 47  | 34 | 13 | 8  | 13 | 47 | 54 | -7   |
| 8    | R. Charleroi SC        | 46  | 34 | 13 | 7  | 14 | 41 | 45 | -4   |
| 9    | K. VC Westerlo         | 45  | 34 | 12 | 9  | 13 | 43 | 37 | +6   |
| 10   | K. RC Genk             | 45  | 34 | 12 | 9  | 13 | 54 | 55 | -1   |
| 11   | R. Excelsior Mouscron  | 42  | 34 | 12 | 6  | 16 | 38 | 43 | -5   |
| 12   | K. SC Lokeren O.-V.    | 42  | 34 | 9  | 15 | 10 | 32 | 33 | -1   |
| 13   | YR KV Mechelen         | 40  | 34 | 10 | 10 | 14 | 45 | 52 | -7   |
| 14   | K. SV Roeselaere       | 38  | 34 | 9  | 11 | 14 | 36 | 55 | -19  |
| 15   | FCV Dender EH          | 33  | 34 | 9  | 6  | 19 | 33 | 59 | -26  |
| 16   | R. AEC de Mons         | 33  | 34 | 7  | 12 | 15 | 37 | 45 | -8   |
| 17   | K. Sint-Truidense VV   | 27  | 34 | 6  | 9  | 19 | 32 | 58 | -26  |
| 18   | FC Molenbeek Brussels  | 19  | 34 | 4  | 7  | 23 | 27 | 66 | -39  |

Légende
- Champion de Belgique 2008 et qualifié pour la « Ligue des champions » la saison suivante
- Club qualifié pour la « Ligue des champions » la saison suivante
- Club qualifié pour la « Coupe UEFA » la saison suivante
- Club qualifié pour la « Coupe Intertoto » la saison suivante
- Club relégué en Division 2 pour la saison suivante

Abréviations
T : Tenant du titre 2007

C : Vainqueur de la Coupe de Belgique 2007-2008

S : Vainqueur de la Supercoupe de Belgique 2007

 : club promu de « Division 2 » depuis la saison précédente

### Meilleur buteur
Joseph Akpala (R. Charleroi SC) avec 17 goals. Il est le 29e joueur étranger différent, le deuxième nigérian, à remporter cette récompense.

#### Classement des buteurs
Le tableau ci-dessous reprend les quinze meilleurs buteurs du championnat, soit les joueurs ayant inscrit dix buts ou plus durant la saison.
| #   | Pays | Joueur               | Club                  | Buts | Matches joués |
| --- | ---- | -------------------- | --------------------- | ---- | ------------- |
| 1.  |      | Joseph Akpala        | R. Charleroi SC       | 17   | 31            |
| 2.  |      | Milan Jovanović      | R. Standard de Liège  | 16   | 31            |
| =.  |      | Mbaye Leye           | SV Zulte Waregem      | 16   | 31            |
| =.  |      | Elyaniv Barda        | K. RC Genk            | 16   | 32            |
| =.  |      | Sanharib Malki Sabah | K. FC GB Antwerpen    | 16   | 33            |
| 6.  |      | Dieumerci Mbokani    | R. Standard de Liège  | 15   | 32            |
| 7.  |      | Mahamadou Dissa      | K. SK Beveren         | 14   | 28            |
| 8.  |      | Aloys Nong           | YR KV Mechelen        | 13   | 30            |
| 9.  |      | Bertin Tomou         | R. Excelsior Mouscron | 11   | 25            |
| =.  |      | Bryan Ruiz           | K. AA Gent            | 11   | 31            |
| =.  |      | François Sterchele   | Club Brugge KV        | 11   | 31            |
| =.  |      | Dominic Foley        | K. AA Gent            | 11   | 32            |
| 13. |      | Tom De Sutter        | Cercle Brugge K. SV   | 10   | 20            |
| =.  |      | Oleh Yashchuk        | Cercle Brugge K. SV   | 10   | 27            |
| =.  |      | Stijn De Smet        | Cercle Brugge K. SV   | 10   | 33            |

## Récapitulatif de la saison
- Champion : R. Standard de Liège (9e titre)
- Quatrième équipe à remporter neuf titres de champion de Belgique
- Quatorzième titre pour la province de Liège.

| Région flamande (12)            | Région flamande (12) | Province de Brabant (2)      | Province de Brabant (2) | Région wallonne (4)    | Région wallonne (4) |
| ------------------------------- | -------------------- | ---------------------------- | ----------------------- | ---------------------- | ------------------- |
| Province d'Anvers               | 3                    | Région de Bruxelles-Capitale | 2                       | Province de Hainaut    | 3                   |
| Province de Flandre-Occidentale | 4                    | Province du Brabant flamand  | 0                       | Province de Liège      | 1                   |
| Province de Flandre-Orientale   | 3                    | Province du Brabant wallon   | 0                       | Province de Luxembourg | 0                   |
| Province de Limbourg            | 2                    |                              |                         | Province de Namur      | 0                   |

1. ↑  Au niveau footballistique, la province de Brabant est toujours unitaire malgré sa partition territoriale en 1995.

### Admission et relégation
Le K. Sint-Truidense VV et le FC Molenbeek Brussels terminent aux deux dernières places et sont relégués. Ils sont remplacés par le KV Courtrai, champion de deuxième division, et l'AFC Tubize, vainqueur du tour final.

### Débuts en Division 1
Un club fait ses débuts dans la plus haute division belge. Il est le 75e club différent à y apparaître.
- Le FCV Dender EH est le 8e club de la province de Flandre-Orientale à évoluer dans la plus haute division belge.

### Bilan de la saison
| Championnat de Belgique de football 2007-2008 |                                                    |
| Champion                                      | R. Standard de Liège (9e titre)                    |
| Dauphin                                       | R. SC Anderlecht                                   |
| Coupes et trophées                            |                                                    |
| Vainqueur de la Coupe de Belgique 2007-2008   | R. SC Anderlecht                                   |
| Vainqueur de la Supercoupe de Belgique 2007   | R. SC Anderlecht                                   |
| Qualifications continentales                  |                                                    |
| Ligue des champions de l'UEFA 2008-2009       | R. Standard de Liège (Troisième tour préliminaire) |
| Ligue des champions de l'UEFA 2008-2009       | R. SC Anderlecht (Deuxième tour préliminaire)      |
| Coupe UEFA 2008-2009                          | Club Brugge KV (Premier tour)                      |
| Coupe UEFA 2008-2009                          | K. AA Gent (Second tour préliminaire)              |
| Coupe Intertoto 2008                          | K. FC GB Antwerpen (Deuxième tour)                 |
| Promotions et relégations                     |                                                    |
| Promus en Division 1                          | KV Kortrijk                                        |
| Promus en Division 1                          | AFC Tubize                                         |
| Relégués en Division 2                        | K. Sint-Truidense VV                               |
| Relégués en Division 2                        | FC Molenbeek Brussels                              |